# Alberto Casañal Shakery
Alberto Casañal Shakery (1875–1943) was een Spaans dichter, toneelschrijver, humorist and schrijver.
Casañal Shakery verhuisde als kind van San Roque (Cádiz) naar Zaragoza en woonde daar voor de rest van zijn leven. Hij is afgestudeerd in natuurkunde en scheikunde en was wiskundeprofessor aan de Industriële School van Zaragoza.
Hij schreef talrijke verhalen en korte komische stukjes voor theater, alsook traditionele Aragonese en Castiliaanse liedjes. Vaak gingen zijn verhalen, die hij vaak samen met Pablo Parellada schreef, over het Koninkrijk Aragon. 

## Werk (selectie)

### Theater
- La tronada
- Angelistos al cielo
- Los tenderos
- La hora fatal
- Los chicos de los pobres
- La paga de alivio
- Los pícaros estudiantes
- Con Pablo Parellada, Historia cómica de Zaragoza, La justicia de Almudévar  Recepción académica, Cambio de tren y El gay saber

### Versen
- Fruslerías, versos, 1898
- Romances de ciego, 1910
- Versos de muchos colores, 1912
- Jotas, en colaboración con Sixto Celorrio, 1912
- Cantares baturros
- Fruta de Aragón. Versos Baturros
- Romance, Vida y Retrato De Ramón Laborda (El Chato)

### Overig
- Baturradas
- Más baturradas, 1903
- Nuevas baturradas. Monólogos y diálogos baturros
- Epistolarlo baturro
- Nuevo libro de los Enxemplos
- De Utebo a Zaragoza
- Gramática parda y otras picardías

- Biblioteca Nacional de España: XX880977
- Gemeinsame Normdatei: 173169155
- International Standard Name Identifier: 0000 0000 4612 2450
- Library of Congress Control Number: no98081554
- Nederlandse Thesaurus van Auteursnamen: 212911597
- Système universitaire de documentation: 144315076
- Virtual International Authority File: 31615097
- WorldCat: E39PBJvXjCjwgpw78km7tfRYfq